# Giles Romilly
Giles Samuel Bertram Romilly (19 september 1916 – Berkeley (Californië, 2 augustus 1967) was een Brits journalist, krijgsgevangen in nazi-Duitsland, broer van Esmond Romilly en neef van Winston Churchill. Hij diende als een oorlogscorrespondent in zowel de Spaanse Burgeroorlog als de Tweede Wereldoorlog. Hij werd in oktober 1941 gevangengenomen in Narvik (Noorwegen), toen hij daar was om verslag te doen voor de Daily Express.
Romilly was de eerste gevangene die door de Duitsers als Prominente werd bestempeld. Deze “Prominente” werden door Adolf Hitler als zeer belangrijk gezien dankzij hun relatie met de geallieerde politieke figuren in de Tweede Wereldoorlog. Vanwege de waarde die Romilly had voor Hitler werd hij opgesloten in Oflag IV C (Slot Colditz), vanwaar ontsnappen onmogelijk werd geacht. Tijdens zijn verblijf in Colditz leefde Romilly in alle luxe, samen met de andere “Prominente” die later zouden arriveren, hoewel zij 24 uur per dag werden bewaakt voor het geval ze zouden willen ontsnappen. 
Romilly gebruikte zijn positie in zijn voordeel en zorgde voor veel problemen door over alles wat hem irriteerde een klacht in te dienen, onder andere dat hij zich erg ergerde aan het geluid dat de laarzen van zijn bewaker maakten aan de andere kant van de deur van zijn verblijf, waardoor hij niet kon slapen. Na een bezoek van het Rode Kruis werd er een rood tapijt geplaatst in de gang bij zijn deur om het geluid te dempen. 
Romilly wist echter succesvol te ontsnappen toen de “Prominente” verbleven in Oflag VII D bij Tittmoning. In het kamp zaten ook enkele Nederlandse officieren waaronder Machiel van den Heuvel, door  de Britten ook wel  "Vandy" genoemd. Romilly en Vandy kenden elkaar van hun tijd in Colditz waar Vandy de Nederlandse ontsnappingsofficier was. Vandy werd naar Tittmoning overgeplaatst vanwege zijn leidende rol als ontsnappingsofficier en de Duitsers dachten dat hij in Tittmoning, waar de meeste gevangen oude generaals waren, weinig schade kon betrokkenen. Vandy had echter al zijn volgende ontsnappingsplan klaar en samen met twee Nederlandse officieren abseilde Romilly van de kasteel muren naar beneden. De overgebleven “Prominente” verstopte zich in het kasteel,  in de hoop dat de bewakers dachten dat ze allemaal waren ontsnapt. Na vier dagen waren ze allemaal gevonden. Romilly wist, hoewel 3.000 man hem zochten, de geallieerde linies te bereiken.
Dit was mede te danken aan de acties van luitenant Andre Tieleman, een Nederlandse officier die vloeiend Duits en Frans kon spreken. Dankzij hun vervalste identiteitsbewijzen, waarop stond dat zij dwangarbeiders waren, wisten zij te ontsnappen. Toen ze door een Duitse officier werden verhoord deed Tielman het woord en deed Romilly of hij doofstom was. Op deze manier wisten zij de vrijheid te bereiken. 
Na de oorlog keerde Romilly terug als journalist. In 1952 schreef hij samen met mede “Prominente” Michael Alexander het memoires The Privileged Nightmare, wat later werd uitgegeven onder de titel Hostages at Colditz. Michael Alexander had de status van “Prominente gekregen door zich voor te doen als een familielid van Britse veldmaarschalk Harold Alexander. Hij stierf in Berkeley (Californië) in 1967 aan een overdosis sedativum. 